# Bahrajn na Mistrzostwach Świata w Lekkoatletyce 2017
Bahrajn na Mistrzostwach Świata w Lekkoatletyce 2017 – reprezentacja Bahrajnu podczas mistrzostw świata w Londynie liczyła 26 zawodników, którzy zdobyli 2 medale.

## Zdobyte medale
| Medal  | Zawodnik        | Konkurencja        | Rezultat | Data       |
| ------ | --------------- | ------------------ | -------- | ---------- |
| złoto  | Rose Chelimo    | maraton            | 2:27:11  | 6 sierpnia |
| srebro | Salwa Eid Naser | bieg na 400 metrów | 50,06    | 9 sierpnia |

## Skład reprezentacji
Mężczyźni
| Zawodnik                | Konkurencja           | Eliminacje | Eliminacje | Półfinał | Półfinał | Finał    | Finał   |
| Zawodnik                | Konkurencja           | Rezultat   | Pozycja    | Rezultat | Pozycja  | Rezultat | Pozycja |
| ----------------------- | --------------------- | ---------- | ---------- | -------- | -------- | -------- | ------- |
| Andrew Fischer          | bieg na 100 metrów    | 10,19      | 17. Q      | 10,36    | 22.      | NQ       | NQ      |
| Salem Eid Yaqoob        | bieg na 200 metrów    | 20,84      | 37.        | NQ       | NQ       | NQ       | NQ      |
| Sadik Mikhou            | bieg na 1500 metrów   | 3:42,12    | 12. Q      | 3:40,52  | 15. Q    | 3:35,81  | 6.      |
| Benson Kiplagat Seurei  | bieg na 1500 metrów   | 3:39,77    | 10. q      | 3:40,96  | 19.      | NQ       | NQ      |
| Zouhair Aouad           | bieg na 5000 metrów   | 13:29,28   | 13.        | —        | —        | NQ       | NQ      |
| Birhanu Balew           | bieg na 5000 metrów   | 13:21,91   | 2. Q       | —        | —        | 13:43,25 | 12.     |
| Albert Rop              | bieg na 5000 metrów   | 13:32,40   | 28.        | —        | —        | NQ       | NQ      |
| Abraham Neibei Cheroben | bieg na 10 000 metrów | —          | —          | —        | —        | 27:11,08 | 12.     |
| Hassan Chani            | maraton               | —          | —          | —        | —        | 2:22:19  | 50.     |
| Shumi Dechasa           | maraton               | —          | —          | —        | —        | 2:15:08  | 15.     |

Kobiety
| Zawodniczka         | Konkurencja                       | Eliminacje | Eliminacje | Półfinał | Półfinał | Finał    | Finał   |
| Zawodniczka         | Konkurencja                       | Rezultat   | Pozycja    | Rezultat | Pozycja  | Rezultat | Pozycja |
| ------------------- | --------------------------------- | ---------- | ---------- | -------- | -------- | -------- | ------- |
| Ofonime Odiong      | bieg na 200 metrów                | 23,24      | 16. Q      | 23,24    | 18.      | NQ       | NQ      |
| Salwa Eid Naser     | bieg na 400 metrów                | 50,57      | 1. Q       | 50,08    | 1. Q     | 50,06    | srebro  |
| Kalkidan Gezahegne  | bieg na 5000 metrów               | 15:07,19   | 15. q      | —        | —        | 15:28,21 | 14.     |
| Bontu Rebitu        | bieg na 5000 metrów               | —          | —          | 15:16,70 | 15.      | NQ       | NQ      |
| Shitaye Eshete      | bieg na 10 000 metrów             | —          | —          | —        | —        | 31:38,66 | 12.     |
| Desi Mokonin        | bieg na 10 000 metrów             | —          | —          | —        | —        | 31:55,34 | 15.     |
| Rose Chelimo        | maraton                           | —          | 2:27:11    | złoto    |          |          |         |
| Eunice Kirwa        | maraton                           | —          | —          | —        | —        | 2:28:17  | 6.      |
| Aminat Yusuf Jamal  | bieg na 400 m przez płotki kobiet | 57,41      | 32.        | NQ       | NQ       | NQ       | NQ      |
| Tigist Mekonen      | bieg na 3000 m z przeszkodami     | 9:55,42    | 31.        | —        | —        | NQ       | NQ      |
| Ruth Jebet          | bieg na 3000 m z przeszkodami     | 9:19,52    | 2. Q       | —        | —        | 9:13,96  | 5.      |
| Winfred Mutile Yavi | bieg na 3000 m z przeszkodami     | 9:28,00    | 8. q       | —        | —        | 9:22,67  | 8.      |

| Zawodniczka       | Konkurencja    | Kwalifikacje | Kwalifikacje | Finał | Finał   |
| Zawodniczka       | Konkurencja    | Wynik        | Pozycja      | Wynik | Pozycja |
| ----------------- | -------------- | ------------ | ------------ | ----- | ------- |
| Noora Salem Jasim | pchnięcie kulą | 16,97        | 22.          | NQ    | NQ      |